# St. Georgen im Lavanttal
St. Georgen im Lavanttal es una localidad del distrito de Wolfsberg, en el estado de Carintia, Austria, con una población estimada a principio del año 2018 de 1981 habitantes. 
Se encuentra ubicada al noreste del estado, cerca de la frontera con el estado de Estiria.